# Middelstegracht 36 (Leiden)
Het gebouw aan de Middelstegracht 36 in de Nederlandse stad Leiden is oorspronkelijk gebouwd als ketelhuis voor de conservenfabriek van Tieleman & Dros en is sinds 2002 een gemeentelijk monument. De gemeente Leiden heeft het na jarenlange leegstand in 2012 verkocht aan de Vrijplaats Leiden.

## Geschiedenis
De drie geschakelde panden met zadeldak die rond 1890 gebouwd werden behoorden tot een uitgestrekt fabriekscomplex van de firma Tieleman & Dros.
Het bedrijf Tieleman & Dros begon als zeepziederij in een pand aan de Middelstegracht. Nadat het in 1862 zijn naam wijzigde in De Gekroonde Haan werd in 1877 onder de naam Tieleman & Dros een groente- en vleesconservenfabriek begonnen door Cornelis Tieleman en zijn oom. Hun fabriekscomplex tussen de Middelste- en de Uiterste Gracht groeide geleidelijk in omvang en nam in 1927 ook het gebouw van de zeepziederij over, die inmiddels verhuisd was naar de Zoeterwoudseweg. Het ketelhuis diende als centrale opwekking van stoom als aandrijving van de machines en voor het koken en vervolgens conserveren van de in blikken verpakte producten.
Na de Tweede Wereldoorlog zakte de vraag naar blikconserven steeds verder in, onder andere door het wegvallen van Nederlands-Indië als belangrijke afzetmarkt. In 1955 ging het bedrijf failliet. De gemeente Leiden kocht de gebouwen en sloopte een gedeelte ten gunste van woningbouw. De resterende gebouwen werden in gebruik genomen door het Leidse verhuisbedrijf Mostert als opslagruimte. Ook werden de gebouwen gebruikt als huisvesting voor enkele kleine bedrijven. De grote schoorsteen naast het ketelhuis werd eind 1970 gesloopt. Het voormalige directiegebouw aan de Middelstegracht werd in 1986 overgenomen door de Stichting Werk & Onderneming en is na een restauratie in gebruik als bedrijfsverzamelgebouw.
Op advies van de Monumentencommissie werd het pand in 2002 door het College van Burgemeester en Wethouders op de gemeentelijke monumentenlijst geplaatst.

## Nieuwe bestemming
Omdat de gemeente Leiden een nieuwe huisvesting wilde bieden voor de stichting Vrijplaats Koppenhinksteeg, de Weggeefwinkel en de Fabel van de Illegaal werd besloten dat deze groeperingen het voormalige ketelhuis mochten kopen tegen een boekwaarde van € 180.000,= exclusief kosten koper. De financiering werd mogelijk gemaakt doordat de gemeente aan de Weggeefwinkel en de Fabel van de Illegaal beide een jaarlijkse bijdrage verstrekt van € 5.000,= en deze bij levering van het pand afkocht voor één gezamenlijk bedrag van € 210.000,-. Hoewel de nieuwe gebruikers het pand daarmee vrijwel voor niets kregen waren er ook enkele nadelen: het pand was in slechte staat van onderhoud en beschikte niet over verwarming of sanitair. Op 17 april 2012 kregen de nieuwe eigenaren de sleutel. Tijdens de Open Monumentendagen op 8 en 9 september 2012 was het voormalige ketelhuis met stalen spantconstructie te bezichtigen, voor de verbouwing van het pand. In 2022 werd het pand wederom opengesteld tijdens de Open Monumentendagen, na een restauratie waarbij het behoud van het historische karakter en de verduurzaming van het pand belangrijke uitgangspunten waren.
In 2020 werd tijdens de restauratie door de Leidse schilder Gijs Donker een muurschildering aangebracht met het portret van Marinus van der Lubbe.